# 뢰벤브로이

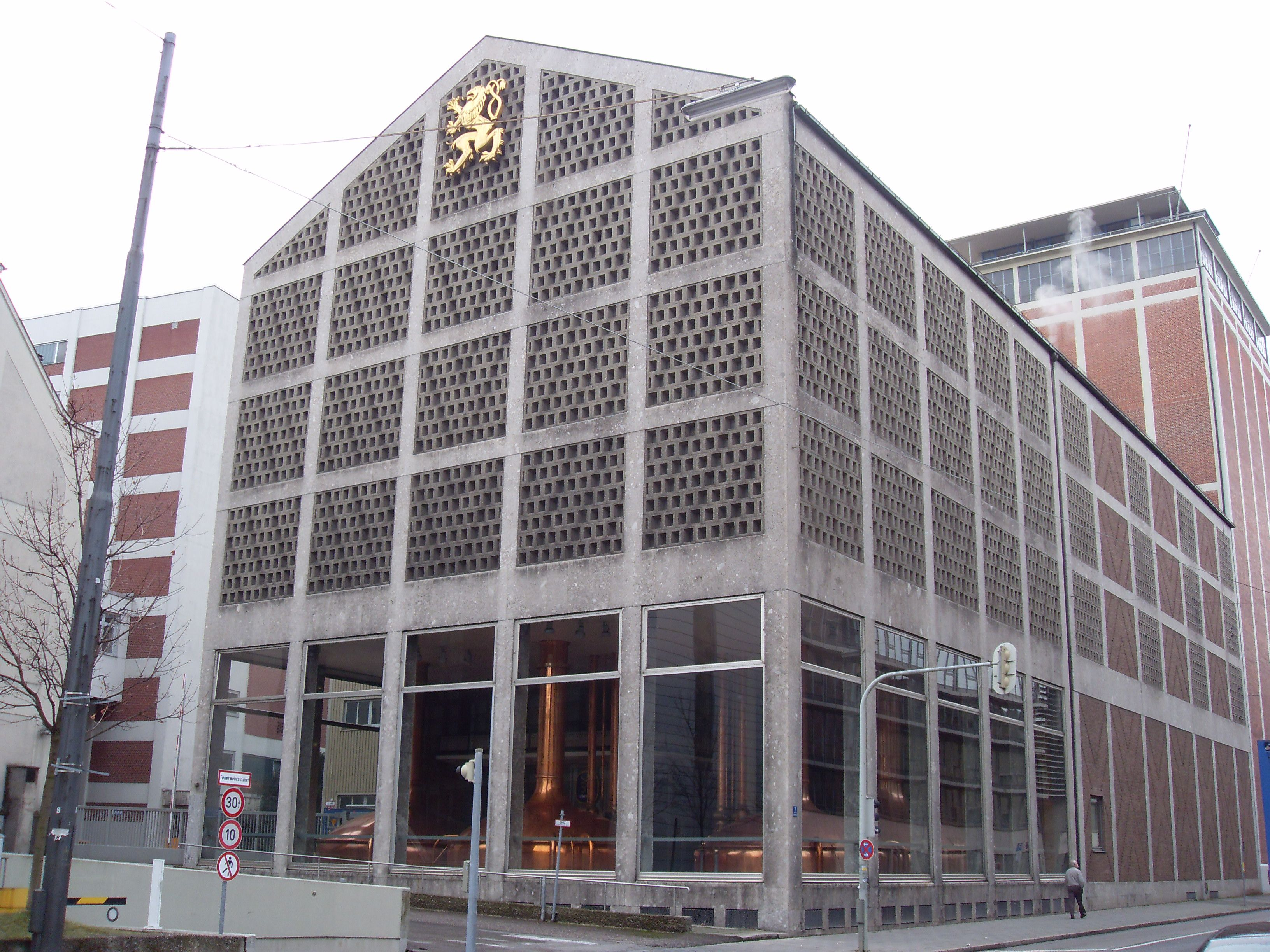
뢰벤브로이 양조장(2009년)

뢰벤브로이(Löwenbräu)는 독일 뮌헨에 있는 뮌헨식 맥주 양조장이자 그곳에서 생산되는 맥주이다. 뢰벤브로이 맥주는 1516년부터 내려져오는 맥주순수령 (Reinheitsgebot)에 입각하여 양조된다. 뢰벤브로이라는 이름은 '사자의 양조'라는 뜻이다.

## 역사

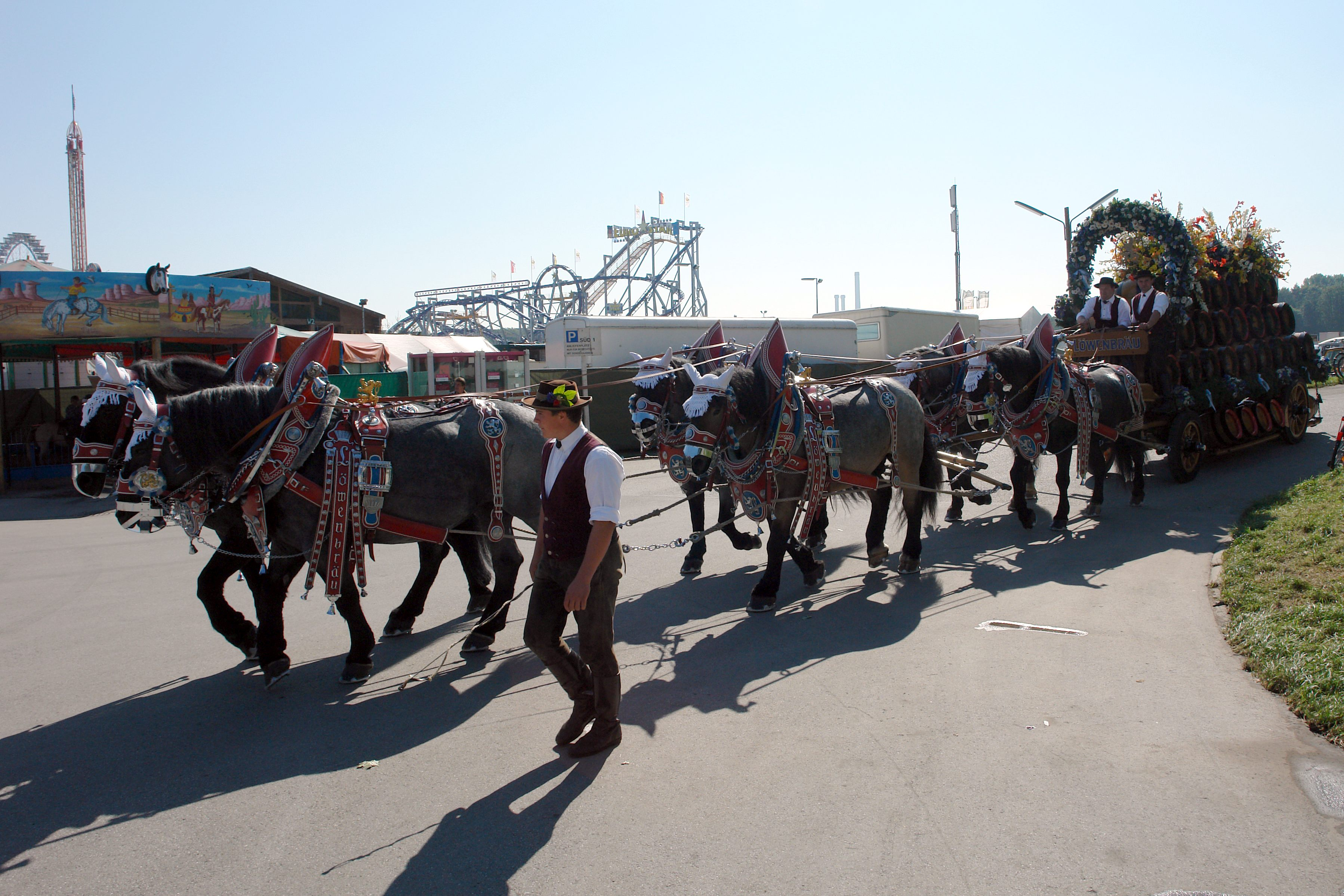
옥토버페스트의 맥주 수레(2006년)

뢰벤브로이는 옥토버페스트에서 공급되는 허락을 받은 6가지의 맥주 중 하나이며, 1810년 이래 매해 공급되고 있다.